# Joseph Ranquet
Joseph, Valentin Ranquet est un homme politique français né le 4 décembre 1868 à Sauveterre et mort le 18 décembre 1954 à Roquemaure.

## Biographie
Viticulteur, Joseph Ranquet est adjoint au maire de Sauveterre de 1896 à 1904, puis devient maire en 1908. Conseiller général en 1925, il est élu député radical du Gard en 1938.
Après 1940, il se retire complètement de la vie politique.

## Postérité
Une rue de Sauveterre porte son nom.

## Sources
- « Joseph Ranquet », dans le Dictionnaire des parlementaires français (1889-1940), sous la direction de Jean Jolly, PUF, 1960 [détail de l’édition]